# あの子の子ども
『あの子の子ども』（あのこのこども）は、蒼井まもるによる日本の漫画作品。『別冊フレンド』（講談社）にて、2021年6月号より2024年8月号まで連載された。
「女子高生の妊娠」をテーマに、当事者の2人と周囲の人間模様を描く。2023年には第47回『講談社漫画賞少女部門』を受賞。
2024年6月より、カンテレの制作によりフジテレビ系列にてテレビドラマ化された。

## あらすじ
高校生の川上福（さち）を「フク」と呼ぶ、彼氏の月島宝（たから）。ある雪の日、二人は宝の家でセックスに至る。宝は挿入前にコンドームを付けていた。だがある日、福の体調に異変が現れる。福は離れた町のドラッグストアで買った妊娠検査薬をすぐに使ったところ、陽性反応が出る。宝は、福とのセックス（腟性交）で、コンドームが破れたことがあった…。

### 登場人物
川上 福（かわかみ さち）
主人公1。通称「フク」。小学校時代に、隣の席の宝が気になりはじめる。中学校時代は宝の陸上部を影ながら応援。卒業式直後に、宝に想いを伝え、高校入学時から交際を始める。夏の日、花火大会のあった夜に、宝の家で初めてのセックス（腟性交）に至り、その後何度も宝との快楽を重ねる。ある日、体調の異変に気付き、妊娠検査薬と婦人科診察で妊娠が発覚。当初は中絶を考えていたが、宝の説得もあり、出産を決意。通信制高校に転校の手続き後に、自然分娩で第一子を出産する。
月島 宝（つきしま たから）
主人公2。旧姓「市瀬」（いちのせ）だが、小学校卒業後に両親が離婚し、母親に引き取られたため改姓を経験。夏の夜に福を自室に誘い、二人とも初めての初めてのセックス（腟性交）を経験。事前に、コンドームを着ける練習をしていたことを福にチェックされる。何回と愛し合う機会があるが、ある時にコンドームが破れたことがあり、福を妊娠させる。以後、福のサポートのために、妊娠や出産についての知識を猛勉強し、福の臨月の折に、福にプロポーズを行う。
川上 真（かわかみ まこと）
宝と福の間に産まれる第一子長女。宝が18歳、福が17歳の時に生まれたため、宝が胎児認知を行い、福の非嫡出子として出生届が出される。17歳に成長した時には陸上部で短距離選手であり、毎朝父と一緒にランニングをこなす。夏の夜祭にて、両親と同じようなシチュエーションで恋が芽生える。
月島 環（つきしま めぐみ）
宝と福の間に産まれる第二子次女。
永久 来夢（ながひさ くるめ）
通称「ライム」。好物のチョコレートを親に禁じられる、弟からも身体的圧迫を受けるなどの家庭内虐待を受け、学校でもいじめの対象にされているため、誰かに自分を認めてほしいためにパパ活を始める。妊娠確定後、若年妊娠中の福とSNSでつながりを持つ。親から保険証を渡されないまま妊婦検診には行ったものの、妊娠の事実を親や彼氏からも糾弾され、公園のトイレで男児を出産、そのまま夜の産婦人科医院の玄関に置いていく。福が出産を終えた当日、宝のスマートフォンに、来夢が保護責任者遺棄致死の容疑で逮捕されたというニュースが流れる。

## 書誌情報
- 蒼井まもる『あの子の子ども』  講談社〈KC別冊フレンド〉、全10巻
  1. 2021年9月13日発行（同日発売[3][5]）、ISBN 978-4-06-524788-4
  2. 2022年1月13日発行（同日発売[5]）、ISBN 978-4-06-526435-5
  3. 2022年5月13日発行（同日発売[5]）、ISBN 978-4-06-527696-9
  4. 2022年9月13日発行（同日発売[5]）、ISBN 978-4-06-529175-7
  5. 2023年1月13日発行（同日発売[6][5]）、ISBN 978-4-06-530378-8
  6. 2023年5月12日発行（同日発売[5]）、ISBN 978-4-06-531727-3
  7. 2023年9月13日発売[5]、ISBN 978-4-06-532997-9
  8. 2024年3月13日発売[5]、ISBN 978-4-06-534633-4
  9. 2024年8月9日発売[5]、ISBN 978-4-06-535878-8
  10. 2024年11月13日発売[5]、ISBN 978-4-06-536711-7

- Mamoru Aoi『My Girlfriend's Child』Seven Seas Entertainment
  1. 25 Apr 2023[7] ISBN 978-1-6857-9699-0
  2. 11 Jul 2023[8] ISBN 978-1-6857-9707-2
  3. 7 Nov 2023[9] ISBN 978-1-6857-9939-7
  4. 2024-4-09[10] ISBN 979-8-88843-376-8
  5. 2024-8-20[11] ISBN 979-8-88843-858-9

- Mamoru Aoi『L'Enfant en moi』 Kana
  1. 12 janvier 2024 ISBN 978-8-4199-1433-0
  2. 15 mars 2024  ISBN 978-2-5051-1827-5
  3. 21 juin 2024 ISBN 978-2-5051-2167-1
  4. 20 septembre 2024 ISBN 978-2-5051-2437-5

- Mamoru Aoi 『El bebé de mi novia』 Milky Way Ediciones
  1. 2023-9-28[12] ISBN 978-8-4199-1433-0
  2. 2023-11-20[13] ISBN 978-8-4199-1460-6
  3. 2024-2-28[14] ISBN 978-8-4199-1498-9
  4. 2024-4-29[15] ISBN 978-8-4102-2323-3

## 制作背景
講談社の漫画アプリ「Palcy」では、いじめ・妊娠・性の悩みなどを持つ若年世代に向け、漫画に関連した相談窓口を紹介する企画が行われ、本作品では「にんしんSOS」と性教育youtuberシオリーヌの動画チャンネルが紹介された。
作者の蒼井は、自身が妊娠・出産を経験したことで、必要な性の知識を学ぶ機会が非常に少なかったことに気づいた。少女漫画では「夢いっぱいの愛情表現」として描かれる性行為だが、現実では「性行為に伴う自分と相手の身体と未来」に必要な知識を伝えたくて、本作の制作を始めた。蒼井は産婦人科医・助産師・養護教諭・スクールカウンセラー、そして実際の出産女性などに取材を行った結果、妊娠や出産についての意識・知識の格差、問題点や改善策が明らかになり、これらを漫画に盛り込むことで、読者がこの問題に触れるきっかけになってほしいという。
蒼井は娘を妊娠・出産した際に、「妊娠したらつわりがある」位の知識しかなく、必要な知識を知らなかったことが非常に多かった。事前に知る機会があれば、より対応できたのではないかと感じ、蒼井自身が性教育を十分に受けてこなかった問題、幼少期に「大人に「性」の質問を聞くのは恥ずかしいと思っていた」という認識につながっていった。蒼井は子育てを始めてから性教育を改めて学び始め、そこで『性教育は人権教育』だと気づいた。娘が4歳になり、親として性教育を考える機会が増えた蒼井は、SRHRに触れたのを機に、日本国内での性教育の不足を感じていた。今まで恋愛漫画を描いていた蒼井だが、「恋愛」の先にある「性行為」と「妊娠」の知識と描写がなかった反省から、「別冊フレンド」の主な読者層の中高生女子に、『性についての権利』、「自分の体は自分で決める、嫌なことは嫌と言える」（リプロダクティブ・ヘルス・ライツ）ことを知ってもらいたい想いで、「高校生の妊娠」を題材にした漫画を描こうと考えた。
取材で当事者と会うまで、蒼井にとって若年妊娠は、自分ごとではない「報道の先」の問題と認識だったが、取材を進めるうちに、若年妊娠は誰にもいつ起きてもおかしくない、身近に起きている現実だと分かった。また、SNSや書籍で「産婦人科は怖い所ではない」と発信している医療従事者などが少なくないことも分かった。「高校生の妊娠」にはいろいろな「正論」を言ってくる人が出てくるが、その「正論のぶつかり」を描くことで、若年妊娠の問題に向き合ってほしいと蒼井は言う。その状況に至った当事者に、問題を一人で抱え込ませるのではなく、どんな相談先や連絡先があるのか、その起点になる漫画にしたいと言う。
この漫画を描く上で蒼井が気を付けたのは「性の行為は悪いことではない」ことである。「恋愛で感情が動き、もっと近づきたい思いは悪いことではない。若い世代にもその気持ちを大事にしてほしい。そのうえで、自分と相手の体と将来をきちんと考え、正しい知識とコミュニケーションを持って行動してほしい」思いを作品に込めた。日本国内は中絶にネガティブなイメージが強いが、二人が悩む過程を描くことで、中絶か出産か、どちらを選んでも間違っていないことを読者に伝えたかった。その想いで、作中、福が受診した産婦人科医に、「どんな選択をしても、誰もあなたを責める権利はない」というセリフを付けた。
蒼井は、「予期せぬ妊娠」を打ち明けられた男性が、逃げたり無責任になることをせずに、妊娠の現実に向き合う「これからのことを二人で考え」、出産や中絶に必要な費用などの問題を調べる様子を描き、「パートナーの手本になるような行動」を目指した。この描写は読者からも好評だった。本作は少女漫画のため、「逃げ」や「放棄」ではなく、若年妊娠に対する行動がカッコ良い男子を描いた。本作を読んだ男子にも、ヒントがあれば良いという。また、若年妊娠では、男性側が一方的に悪者にされる風潮があるが、本作では、「男女が触れ合うことの気持ち良さ」も明確に描いた。その一方で、親や周囲からは「意思を尊重する」や「中絶せよ」という意見のすれ違いが出てくるが、これは蒼井自身が出産のために包括的性教育を学んだ経験が生かされており、「様々な意見や選択肢があっても、それらを否定しない」ように、またその意見の背景も意図的に描いている。
別冊フレンドの読者層たる中高生の女子に向けて書いた漫画だが、読者からの反応は、主に子供のいる親世代からが多く、現実の問題を直視しにくいためか中高生からの反応はそれほど多くないという。蒼井は親がさりげなく本棚に置いたり、学校の保健室に置かれるのを望んでいる。蒼井は、若年妊娠の背景が認識されずに、単に「自己責任」で攻撃されるのは辛すぎる、それを防ぐためには性教育が大切で、悩んでいる人に寄り添える社会になってほしいと言う。

## 反応
2022年1月、「全国書店員が選んだおすすめコミック 2022」のスピンオフ企画「出版社コミック担当が選んだおすすめコミック 2022」にて、第8位を獲得。
2022年12月、『このマンガがすごい!2023』（宝島社）オンナ編にて第14位に入賞した。
2022年11月30日、LINEマンガ総合ランキングで第1位を獲得。
2023年1月13日発売の『別冊フレンド』同年2月号では、「蒼井まもるフェス」として、本編第21話とともに、福と宝の出会いを描いた番外編「第0話」と、蒼井原作・古里こう作画の読み切り作品『夏が教えてくれたこと』も掲載された。
別冊フレンド2023年10月号では、本編と共に、宝と福の最初の性行為を描いた番外編「第0.5話 交合」が掲載された。
2023年4月25日、Seven Seas Entertainmentから、英訳版「My Girlfriend's Child」の刊行が始まった。
2023年5月、第47回「講談社漫画賞」少女部門を受賞。
7月5日に帝国ホテルで授賞式が行われた。蒼井は「作品の取材を通して、職業も性別も年齢も立場も違う皆さんが信念を持って、子供たちと真摯に向き合っていることを知りました」と語り、若年妊娠をめぐる問題を漫画で伝えたい想いを述べた。
2024年5月25日のドラマ放送発表後、蒼井は自身のXアカウントを削除した。
2024年7月12日発売の『別冊フレンド』2024年8月号をもって、本編の連載が完結。次号以降に番外編の掲載が予告された。巻頭ではドラマの主演である桜田ひよりと細田佳央太の対談と、有賀リエ、シオリーヌ、益若つばさ、福田萌の一言コメントが掲載された。
2024年9月13日発売の『別冊フレンド』2024年10月号では、本編第31話で福の妊婦仲間としてつながり、第36話で逮捕報道が流れた、来夢を主人公とした話「第X話 来夢」を描いた番外編を掲載。
2024年10月11日発売の『別冊フレンド』2024年11月号では、宝と福の間に生まれた長女・真が17歳に成長した時の初恋を描いた番外編「第n話 花火」を掲載。

## テレビドラマ
2024年6月25日から9月17日までカンテレ制作・フジテレビ系列の「火ドラ★イレブン」枠にて放送された。主演は桜田ひより。
インターネットではカンテレドーガ、FOD、U-NEXTとTVerで配信。webザテレビジョンは、TVerでの第1話の再生数が100万回を突破したと報じ、その後、ORICON NEWSは、カンテレドーガとTVerでの第1回の再生回数が、7月11日の時点で合わせて220万回を超えたと報じた。

### キャスト

#### 主要人物
川上福（かわかみ さち）〈16〉
演 - 桜田ひより（幼少期：奈良澪）
月島宝（つきしま たから）〈16〉
演 - 細田佳央太（幼少期：湯田幸希）

#### 福の関係者
矢沢望（やざわ のぞみ）
演 - 茅島みずき
福のクラスメイトで親友。
川上幸（かわかみ こう）
演 - 野村康太
福の兄。大学3年生。
沖田侑斗（おきた ゆうと）
演 - 橋本淳
福の高校の担任教師。
川上慶（かわかみ けい）
演 - 野間口徹
福の父。海外に単身赴任中。
川上晴美（かわかみ はるみ）
演 - 石田ひかり
福の母。専業主婦。
飯田智宏（いいだ ともひろ）
演 - 河野純喜
福のクラスメイト。クラスでは明るくポジティブでムードメーカー的な存在。

#### 宝の関係者
笹部隼人（ささべ はやと）
演 - 前田旺志郎
宝の陸上部仲間。
月島直実（つきしま なおみ）
演 - 美村里江
宝の母。介護士。

#### その他
山田（やまだ）
演 - 松角洋平
生活指導の先生。

### スタッフ
- 原作 - 蒼井まもる『あの子の子ども』（講談社「別冊フレンドKC」）[4]
- 脚本 - 蛭田直美[4]
- 音楽 - haruka nakamura[4]
- 主題歌 - THE BEAT GARDEN「わたし」（UNIVERSAL SIGMA）[36]
- オープニング曲 - りりあ。「ねえ、ちゃんと聞いてる?」（VIA / TOY'S FACTORY）[37]
- 監督 - アベラヒデノブ、山浦未陽、松浦健志[4]
- プロデューサー - 岡光寛子、伊藤茜[4]
- 制作協力 - メディアプルポ
- 制作 - カンテレ

### 放送日程
| 話数              | 放送日  | サブタイトル                     | サブタイトル                       | 監督           |
| 話数              | 放送日  | 本放送                           | その他                             | 監督           |
| ----------------- | ------- | -------------------------------- | ---------------------------------- | -------------- |
| 第1話             | 6月25日 | 高校生の妊娠をめぐる物語         | 高校生の妊娠                       | アベラヒデノブ |
| 第2話             | 7月02日 | 私達に特別なことなんて起こらない | 私達に特別なことなんて起こらない   | アベラヒデノブ |
| 第3話             | 7月09日 | 2人で思い描く未来                | 体調に異変!?2人で思い描く未来      | アベラヒデノブ |
| 第4話             | 7月16日 | 半分こできない現実               | 時間が戻せたら…半分こできない現実  | 山浦未陽       |
| 第5話             | 7月23日 | エコー映像に映る心臓             | エコー映像に映る心臓               | 山浦未陽       |
| 第6話             | 7月30日 | 親に妊娠を告げる時               | 親に妊娠を打ち明ける時             | アベラヒデノブ |
| 第7話             | 8月13日 | 妊娠を知った時、2人の母は…       | 妊娠を知った時、それぞれの母は…    | アベラヒデノブ |
| 第8話             | 8月20日 | 家族に広がる戸惑い…父が帰国      | 家族に広がる戸惑い 父が緊急帰国!   | 松浦健志       |
| 第9話             | 8月27日 | 父が緊急帰国!波乱の家族会議      | 父が帰国!緊急家族会議              | 山浦未陽       |
| 第10話            | 9月03日 | 学校に妊娠を告げる時             | 学校に妊娠を告げる時               | アベラヒデノブ |
| 第11話            | 9月10日 | 親友と一緒に卒業したい           | 親友と一緒に卒業したい             | 山浦未陽       |
| 第12話 （最終話） | 9月17日 | 高校生2人が選ぶ未来              | 高校生の妊娠…もがいた2人が選ぶ未来 | アベラヒデノブ |

- 8月6日は『パリオリンピック ハイライト』放送のため休止[40]。

| カンテレ制作・フジテレビ系列 火ドラ★イレブン | カンテレ制作・フジテレビ系列 火ドラ★イレブン | カンテレ制作・フジテレビ系列 火ドラ★イレブン      |
| 前番組                                       | 番組名                                       | 次番組                                            |
| -------------------------------------------- | -------------------------------------------- | ------------------------------------------------- |
| お迎え渋谷くん （2024年4月2日 - 6月18日）    | あの子の子ども （2024年6月25日 - 9月17日）   | スノードロップの初恋 （2024年10月1日 - 12月17日） |